# Kerigrotten
De Kerigrotten zijn grotten op het Griekse eiland Zakynthos.
Ze zijn enkel bereikbaar met de boot en bevinden zich ongeveer 6 kilometer onder het meest zuidelijke strand van Keri. De grotten worden gekenmerkt door een grote natuurlijke boog, die ook wel Marathia genoemd wordt, en zijn omgeven door de zee.